# Seo Ji-won
Seo Ji-won (서지원?), pseudonimo di Park Byung-chul (박병철?, 朴秉哲?; Seul, 19 febbraio 1976 – Seul, 1º gennaio 1996), è stato un cantante sudcoreano.

## Biografia
Seo Ji-won nasce a Seul, Corea del Sud, il 19 febbraio 1976, maggiore di due figli maschi. In tenera età vive per un anno e mezzo in Germania con il padre, poi si trasferisce negli Stati Uniti. In seguito torna in Corea e, terminato il quinto anno di scuola elementare, si stabilisce a Los Angeles. Inizia a suonare il piano alle elementari, portandone avanti lo studio per dieci anni, e suona anche il violoncello nell'orchestra durante le scuole medie. Dal 1986 fino al trasferimento negli Stati Uniti si esibisce come soprano nel coro dei bambini della KBS, poi nel coro Angels in America.
Dal 1990, lavora come modello per diversi marchi. Nel 1993 supera le audizioni aperte tenute in America dal JoongAng Ilbo, da una casa discografica e da una rete televisiva coreane, e, dopo il diploma a dicembre, torna da solo in patria. Debutta il 1º ottobre 1994 con il brano Another Beginning (또다른 시작?) incluso nell'album Seo Ji Won, acquisendo popolarità tra gli adolescenti; lavora anche come presentatore, ospite di programmi televisivi e attore.
L'uscita del secondo album, inizialmente prevista per il tardo autunno 1995, viene rimandata per problemi di salute del cantante e fissata, alla fine, per metà gennaio 1996; tuttavia, la notte dal 31 dicembre 1995 al 1º gennaio 1996, dopo la festa di Capodanno, Seo si toglie la vita nel suo appartamento a Seul per overdose di medicinali. Nel messaggio da lui lasciato racconta di aver perso la fiducia in se stesso, di soffrire per le aspettative dell'agenzia e di temere che il secondo album non sia in grado di emulare la popolarità del precedente.
Tears esce postumo e il brano With All My Tears (내 눈물을 모아?), che diventa la sua canzone più famosa, viene accolto calorosamente dal pubblico, restando al primo posto per tre settimane di fila ai programmi Inkigayo Best 50 e TV Gayo 20, e arrivando primo l'8 maggio a Gayo Top Ten di KBS2. Tra le dieci canzoni dell'album, Seo scrive il testo di Farewell is Beautiful (이별만은 아름답도록?) e compone The Basics of Love (사랑의 기초?).
Il 26 dicembre 1996 alcune canzoni non ancora pubblicate e un messaggio vocale del cantante vengono inclusi nel disco Made In Heaven, mentre nel 1998 esce la raccolta Seo Ji Won Best in occasione del millesimo giorno dalla morte in seguito alle richieste dei fan.
La scomparsa prematura di Seo ha portato a una rivalutazione della sua opera musicale; è considerato una delle voci rappresentative degli anni Novanta e commemorato annualmente.

## Discografia

### Album in studio
- 1994 – Seo Ji Won
- 1996 – Tears
- 1996 – Made in Heaven

### Raccolte
- 1998 – Seo Ji Won Best

### Singoli
- 1994 – Seo Ji Won